# マイカー規制
マイカー規制（マイカーきせい）とは、自然公園などで環境を保全するために行われる施策の一つである。

## 概要

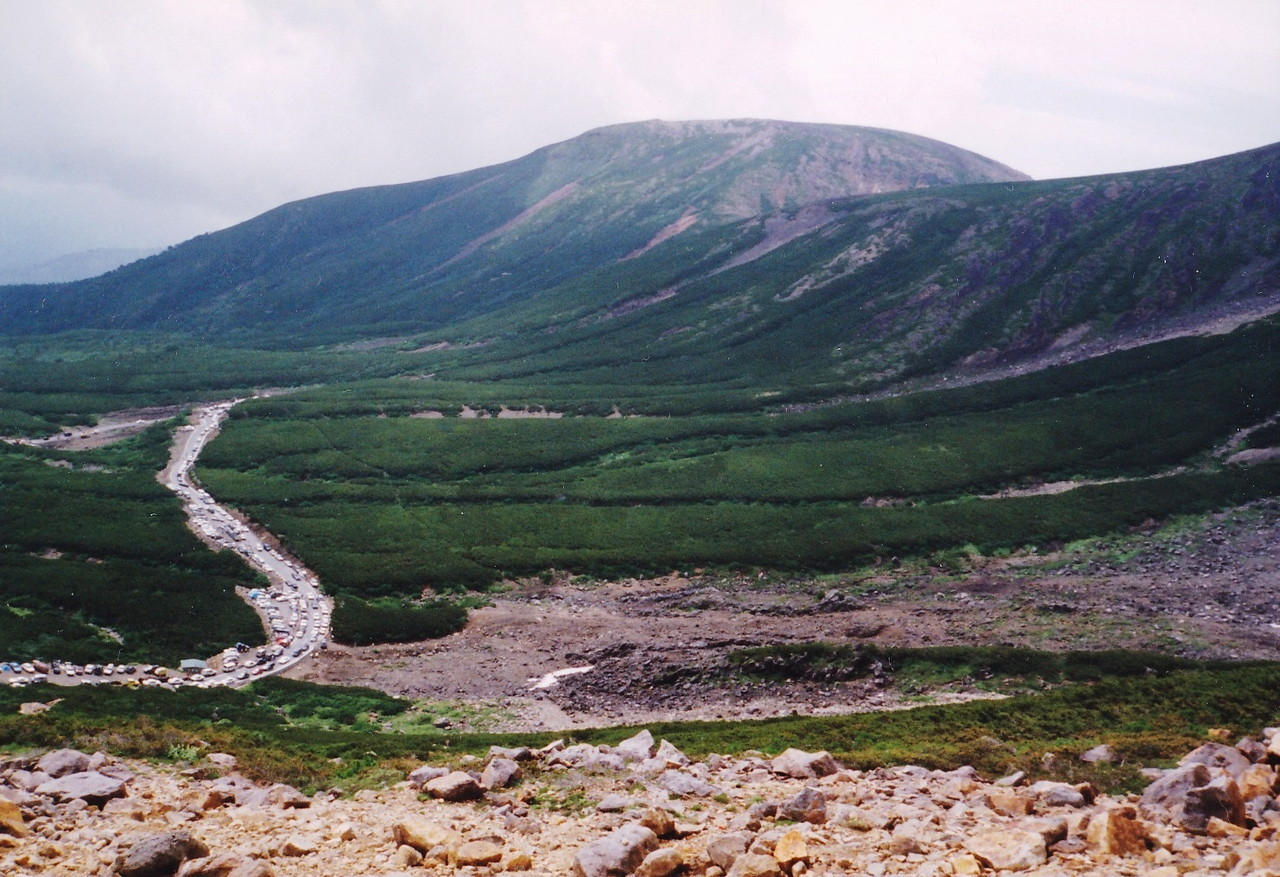
マイカー規制が行われる以前の乗鞍エコーライン終点付近の渋滞

近年の自動車の普及や高速道路網の発達によるマイカーでの観光地へのアクセスが増加し、道路の渋滞や周りの環境へ大きな悪影響を及ぼすようになった。そのため、一部の期間に規制された範囲内で、公共交通機関などの車を除いた自動車の通行を制限するものである。たいていは規制外の地域に、駐車場を設置し、そこまでマイカーでやってきて、車を止めてシャトルバスなどの公共交通機関に乗り換える方法がとられている（パークアンドライド）。
この制度は1975年に上高地で始まり、その後全国各地へと広まっていった。大抵は道路管理者、自治体等で組織される運営協議会が実施主体となる。

## 規制地域・路線の例
以下の記述で「通年」「シーズン時」とあってもその期間の「全日」を意味するものではない。具体的な規制日については各情報サイトを参照のこと。
- 北海道
  - 知床（北海道道87号知床公園羅臼線及び北海道道93号知床公園線、通年）
  - 銀泉台（北海道道1162号銀泉台線、シーズン時）
  - 大雪高原温泉（上川町道高原温泉線、シーズン時）

- 岩手県
  - 早池峰山（岩手県道25号紫波江繋線、シーズン時）

- 秋田県
  - 秋田駒ヶ岳（秋田県道127号駒ケ岳線、シーズン時と週末）

- 福島県・群馬県・新潟県
  - 尾瀬（群馬県道・福島県道1号沼田檜枝岐線ほか、通年）

- 栃木県
  - 奥日光（日光市道1002号赤沼千手線、通年）

- 山梨県・静岡県
  - 富士山（富士山スカイライン及び富士スバルライン、シーズン時）

- 山梨県・長野県
  - 赤石山脈（山梨県営南アルプス林道、伊那市営林道南アルプス線、通年）

- 長野県
  - 上高地（長野県道24号上高地公園線、通年）
  - 木曽駒ヶ岳（長野県道75号駒ヶ根駒ヶ岳公園線、通年）

- 長野県・岐阜県
  - 乗鞍岳（乗鞍スカイライン及び長野県道84号乗鞍岳線、通年）

- 富山県
  - 立山（富山県道6号富山立山公園線、通年）

## 進入が許される車輌
- 許可車（路線バス・タクシー・ハイヤー・郵便物集配車両を含む）・緊急自動車・自転車